# Silvia Felt
Pour les articles homonymes, voir Felt.
Silvia Felt née Balbach le 15 juin 1977 à Weinheim en Allemagne est une triathlète professionnelle spécialiste des longues distances et vainqueur sur compétition Ironman.

## Biographie

### Carrière en triathlon
Silvia Felt commence le sport par la pratique du handball et remporte avec son équipe le championnat allemande de la catégorie jeune.
Elle commence le triathlon en 2004 sur courte distance et participe pour la première fois en 2008 au Challenge Roth à une compétition sur distance Ironman. Cette même année, elle finit seconde de son groupe d'age (30-34) lors de l’Ironman Floride. En 2009 elle se qualifie pour le championnat du monde d'Ironman à Kona (Hawaï) ou elle y prend la 26e place. Elle est nommée athlète de l'année dans sa ville natale.
En 2011, elle décide de devenir professionnelle et manque de peu le podium de l'Ironman Afrique du Sud en prenant la 4e place. Son premier succès international arrive lors de l'Ironman France à Nice ou elle remporte une large victoire sur l'Italienne Martina Dogana et la Néo-Zélandaise Britta Martin.

### Vie privée
Silvia Felt a étudié à l'Université de Bayreuth et vit avec son mari Jacques Felt à Munich, elle fait partie de l'équipe TG Neuss. Elle est entrainée par Helmut Dollinger, le mari de l'ancienne triathlète autrichienne Eva Dollinger.

## Palmarès
Le tableau présente les résultats les plus significatifs (podium) obtenus sur le circuit national et international de triathlon depuis 2009.
| Année | Compétition                  | Pays      | Position           | Temps           |
| ----- | ---------------------------- | --------- | ------------------ | --------------- |
| 2011  | Ironman France               | France    | Médaille d'or      | 9 h 34 min 31 s |
| 2011  | Ironman 70.3 Majorque        | Espagne   | Médaille de bronze | 4 h 34 min 4 s  |
| 2010  | Challenge Kraichgau          | Allemagne | Médaille de bronze | 4 h 33 min 3 s  |
| 2010  | Cologne 226 Half             | Allemagne | Médaille d'argent  | 4 h 17 min 34 s |
| 2010  | Viernheimer V-Card Triathlon | Allemagne | Médaille d'argent  | 2 h 34 min 57 s |
| 2009  | Maxdorfer Triathlon          | Allemagne | Médaille de bronze | 4 h 34 min 7 s  |